# First kaleidscope 〜君の家に着くまでずっと走ってゆく〜
『first kaleidscope 〜君の家に着くまでずっと走ってゆく〜』（ファースト カレイドスコープ きみのうちにつくまでずっとはしってゆく）は、GARNET CROWのインディーズミニアルバム。

## 解説
1999年12月4日に発売された。作詞はAZUKI七、作曲は中村由利、編曲は古井弘人。
サブタイトルになった「君の家に着くまでずっと走ってゆく」の他、全6曲を収録したインディーズミニアルバムで、外資系のCDショップ等から話題を集めた。これは、GIZA studioがこれまで運営していたインディーズレーベルであるGarage Indies Zapping Associationの代わりに設立した新インディーズレーベルであるTENT HOUSEからの第一号アーティスト・作品である。また、発売に先駆けて1999年11月27日、HMV・タワーレコードにおいて店舗限定で先行発売した。
タイトルの「カレイドスコープ」のスペルは「kaleidscope」となっているが、正式な英語表記は「kaleidoscope」である。タイトルには万華鏡のようにクルクル変わる世界の意味が込められている。
先行発売盤・初回盤は帯がオレンジ・赤・緑の三色で、通常盤は帯が紺色一色である。また初回盤と通常盤とでは曲順に違いがあるが、曲自体に変更点はない。
翌年3月のメジャーデビュー以降、メジャーリリース作品にも本作の収録曲が収録されたが、「dreaming of love」と「永遠に葬れ」の2曲はこの作品でしか聴けない楽曲となっている。
メジャーデビュー後は、「君の家に着くまでずっと走ってゆく」、「二人のロケット」は、シングルカットされてそれぞれ2nd、3rdシングルとして発売（「君の家に着くまでずっと走ってゆく」は、シングルではリアレンジされたが、ベストアルバム『Best』『『THE BEST History of GARNET CROW at the crest...』には本作のバージョンを収録）。「Sky」は、リアレンジバージョンが2004年発売の4thアルバム『I'm waiting 4 you』、及び1stベストアルバム『Best』に、「A crown」は、2010年発売のベストアルバム『THE BEST History of GARNET CROW at the crest...』の初回限定盤にそれぞれ収録された（「Sky」のオリジナルバージョンは本作のみ収録）。

## 収録曲
| 先行発売盤・初回盤 | 先行発売盤・初回盤               | 先行発売盤・初回盤          |
| 曲順               | 曲名                             | 備考                        |
| ------------------ | -------------------------------- | --------------------------- |
| 1                  | 君の家に着くまでずっと走ってゆく |                             |
| 2                  | dreaming of love                 | 通常盤では4曲目             |
| 3                  | 二人のロケット                   | 通常盤では2曲目             |
| 4                  | Sky                              | 通常盤では3曲目             |
| 5                  | 永遠に葬れ                       |                             |
| 6                  | A crown                          |                             |
| 通常盤             |                                  |                             |
| 1                  | 君の家に着くまでずっと走ってゆく |                             |
| 2                  | 二人のロケット                   | 先行発売盤・初回盤では3曲目 |
| 3                  | Sky                              | 先行発売盤・初回盤では4曲目 |
| 4                  | dreaming of love                 | 先行発売盤・初回盤では2曲目 |
| 5                  | 永遠に葬れ                       |                             |
| 6                  | A crown                          |                             |